# Карлос Фрейле Ларреа
Карлос Фрейле Ларреа (ісп. Carlos Freile Larrea‎‎‎‎; 1876 — 23 квітня 1942) — еквадорський політик, виконував обов'язки президента країни наприкінці серпня — на початку вересня 1932 року.